# Auxon-Dessous
Auxon-Dessous foi uma comuna francesa na região administrativa de Borgonha-Franco-Condado, no departamento de Doubs. Estendia-se por uma área de 6,28 km². Em 2010 a comuna tinha 1 246 habitantes (densidade: 198,4 hab./km²).
Em 1 de janeiro de 2015, passou a fazer parte da nova comuna de Les Auxons.